# Eduard Lassen
Eduard Ludvig Lassen (født 13. april 1830 i København, død 15. januar 1904 i Weimar) var en danskfødt komponist og dirigent, som voksede op og uddannedes i Belgien og virkede i Tyskland.

## Biografi
Familien flyttede fra København til Bruxelles i 1832, hvor Lassen blev optaget på musikkonservatoriet i 1842. Mens han studerede der, vandt han flere priser, og i 1851 den højeste belgiske musikalske udmærkelse, Prix de Rome for en kantate. Derefter drog han på uddannelsesrejse i Tyskland: Han var bl.a. en tid i Weimar, hvor han lærte Franz Liszt at kende. Efter et længere ophold i Italien fik han 1857 sin første opera Le roi Edgar opført med stor succes i Weimar. I 1858 blev han fastansat som hofmusikdirektør i storhertugdømmet Sachsen-Weimar-Eisenach, og da Liszt trak sig tilbage i 1861 efterfulgte Lassen ham som hofkapelmester, en stilling han beholdt til 1895. Storertugdømmet havde på den tid (1910) en befolkning på ca. 417.000 personer og en størrelse på 3610 km² (Fyn 2008: ca. 480.000 personer og 2984 km²).
I de kommende år blev han en respekteret dirigent og anerkendt komponist. Han komponerede flere operaer og musik til en del skuespil, symfonier, værker for kor og orkester og en lang række sange. Naturligt nok var hans musik påvirket af både Liszt og Wagner. Som dirigent forestod han bl.a. førsteopførelsen af operaen Samson og Dalila af Camille Saint-Saëns i 1877 og flere af Wagners operaer. Efter sigende ville Wagner gerne have haft ham tilknyttet operaen i München, som dengang var Wagners base. 
I 1892 var Lassen på et koncertbesøg i København, hvor han dirigerede 2 koncerter med fortrinsvis sin egen musik, Symfoni i D-Dur, forspil af Faust-musikken og en festouverture. Tidligere havde netop skuespillet Faust været opført på både Dagmarteatret og Det kongelige Teater med hans musik.
Han var æresdoktor ved universitetet i Jena og blev i 1895 af storhertug Carl-Alexander udnævnt til generalmusikdirektør og fik af den tyske kejser overrakt ”den store guldmedalje for kunst og videnskab”.

## Værker
- Frauenlob (opera 1860)
- Le captif (opera 1868)
- Niebelungen (skuespil)
- Ødipus (skuespil)
- Faust (skuespil af Goethe)
- Symfonier (mindst 2)
- Koncertouverturer
- Kantater
- Te Deum
- sange